# Lasiacis scabrior
Lasiacis scabrior är en gräsart som beskrevs av Albert Spear Hitchcock. Lasiacis scabrior ingår i släktet Lasiacis och familjen gräs. Inga underarter finns listade i Catalogue of Life.